# Apokrimata
Die sogenannten Apokrimata sind (originär in Latein verfasste) Rechtsauskünfte und Antwortschreiben des severischen Kaisers Septimius Severus aus den Jahren 199 und 200, während dessen Aufenthaltes in Ägypten.
Die auf Papyri festgehaltenen Konstitutionen werden der juristischen Klassik zugeordnet. Die Rechtsquellen geben ziemlich ausführliche Auskunft über die römische Herrschaft und Verwaltung im Allgemeinen und in Bezug auf die Provinzen. Sie dokumentieren nicht nur rechtliche Normen und Rechtsetzung durch den Kaiser, sie geben auch Einblicke in die methodischen Einzelheiten zur (sogar amtlichen) Veröffentlichung, Weiterverbreitung und Bewahrung der Konstitutionen. Es galt große Schwierigkeiten zu überwinden, weil ein Gesetzgeber der Zeit ohne die heutigen technischen Mittel zur Verbreitung von Informationen an ein größeres Publikum auskommen musste. In der hohen Zeit des Prinzipats wurden die apokrimata zudem – wie auch andere papyrologische und epigraphische Belege – ein Instrument zur Vereinheitlichung provinzialen und stadtrömischen Rechts.
In der lokalen Bevölkerung stießen die Bescheide offensichtlich auf großes Interesse, denn die Anzahl gefertigter Abschriften ist im Vergleich zur üblichen Rezeption von Kaiserrecht in den Provinzen ungewöhnlich hoch. Teils wurden die zivil-, straf- und verwaltungsrechtlichen Konstitutionen – belegt durch die Kundgabe des Verfassers – direkt nach Veröffentlichung mittels Aushangs in der vielbesuchten Stoa des Gymnasiums von Alexandria beflissen abgeschrieben. Reskripte zur longi temporis praescriptio, einer Einrede ersitzungsähnlichen Charakters, oder zur bonorum possessio, einer prätorischen Einweisung in den Nachlassbesitz ohne dass eine Erbenstellung dazu berechtigt hätte, wurden sogar mehrfach belegt. Eine umfängliche Interpretation der Sachlage wird allerdings dadurch erschwert, dass die den Entscheidungen zugrundeliegenden Petitionen (Bittgesuche) der Antragsteller nicht erhalten sind.
In der modernen Forschung erfahren die apokrimata viel Aufmerksamkeit. Bezüglich der Rechtsinhalte gibt es nicht viel Neues zu erforschen, deutlich wird auf der anderen Seite, dass eine regelrechte Sammelleidenschaft der Anordnungen ausgelöst war, die mit der verhältnismäßig jungen Kognitionspraxis im Zusammenhang gestanden haben muss. Dieser Ehrgeiz nimmt in Aegyptus im Kleinen vorweg, was im großen Stil den Kaiser der frühen Spätantike, Diokletian, prägen wird. Von Interesse ist besonders, wie kaiserliche apokrimata griechisch-ägyptisches Recht mit römisch-reichsrechtlichem Verfahrensrecht kombinierten.